# Gregory Tyree Boyce
Gregory Tyree Boyce (5 de diciembre de 1989-Las Vegas, 13 de mayo de 2020) fue un actor estadounidense que hizo su primera aparición conocida en la película Crepúsculo en el papel de Tyler Crowley. Pasó gran parte de su infancia en el sur de California.

## Fallecimiento
Falleció a los treinta años de edad en la ciudad de Las Vegas, en Estados Unidos. Su cuerpo fue encontrado junto con el de su novia. La causa de muerte de ambos está bajo investigación.
Posteriormente el forense del condado de Clark ha revelado la causa de la muerte del actor y su pareja, de la que informan medios locales. Según el informe pericial, Boyce y Adepoju murieron por una sobredosis de cocaína y fentanilo, un opioide sintético, por lo que ha sido considerado un accidente. A ambos les sobreviven dos hijos menores de parejas anteriores. Alaya, de 10 años, hija de Boyce, y el hijo de ella, Egipto.

## Filmografía
- 2008: Crepúsculo - Tyler Crowley